# Mack & Mabel
Mack & Mabel és un musical amb llibret de Michael Stewart i lletres i música de Jerry Herman.
L'argument té el seu origen en la tumultuosa relació entre el director de Hollywood Mack Sennett i Mabel Normand (transformada d'una model a cambrera de Flatbush, Brooklyn pel musical), que va ser una de les seves estrelles principals. En una sèrie de flashbacks, Sennet relata els dies de glòria dels Keystone Studios des de 1911, quan va descobrir a Normand i la va fer treballar en dotzenes dels seus primers "dos rotlles", passant per la invenció de les Belleses en Banyador de Sennet i els Keystone Cops, fins a la mort de Mabel de tuberculosi el 1930.
Tot i que la producció original no va tenir gaire èxit, produccions posteriors, especialment al Regne Unit i al Canadà sí que en van tenir.

## Les diverses produccions

### Producció original
Abans d'estrenar-se a Broadway, va tenir diverses proves a San Diego i a Los Angeles, on va tenir dures crítiques. Entusiasmat per unes bones crítiques i un entusiasme inicial del públic cap a l'espectacle, Herman i la companyia van ignorar diversos avisos d'alarma de la crítica.
Ni Sennet ni Normand no eren personatges agradables, i la seva història era més fosca del que habitualment apareix en un musical. Robert Preston (com Sennett) era massa vell per a Bernadette Peters (Mabel), i no hi havia química entre ells. El director i coreògraf Gower Champion dissenyà diversos efectes visuals i unes espectaculars seqüències de ball per a les orquestracions de Philip J. Lang, però la seva brillantor es mostrà massa gran en contrast amb el caràcter sombrívol de la peça. El seu concepte de situar l'acció en la cantonada d'un gran estudi creà problemes amb els decorats, i va ser vist com a estàtic i avorrit. A més, el públic no volia passar dues hores i mitja en un musical on l'heroïna moria tràgicament a final.
Es van fer diversos canvis a Saint Louis i a Washington DC, però no van acabar de rutllar i Champion modificà la posada en escena d'escenes que abans funcionaven; i quan l'espectacle s'estrenà al Majestic Theatre de Broadway el 6 d'octubre de 1974, va gaudir de molt menys èxit del que havia tingut 4 mesos abans. Les crítiques van ser demolidores, i l'espectacle tancà després de només 66 funcions, sent el primer gran fracàs de Herman.
Malgrat les males crítiques i la seva curta estada als escenaris, va rebre 8 nominacions als Premis Tony (pel llibret, direcció, disseny de vestuari, escenografia, coreografia, actor i actriu protagonista i pel musical). Herman, tot i que la seva partitura havia rebut les millors crítiques, no va ser nominat. Herman va quedar profundament decebut, perquè el projecte havia estat un dels seus favorits (i encara ho és, malgrat tot), i acusà al productor d'haver fet ben poc per promocionar-lo, afirmant que "mai no va invertir en publicitat. Mai no va venir al teatre". Malgrat el seu fracàs, Mack & Mabell s'ha transformat en un espectacle de culte.

### Produccions posteriors
El 1982, quan la parella britànica de patinatge sobre gel Torvill and Dean va guanyar la medalla d'or al Campionat del Món de Patinatge, van usar l'obertura de l'espectacle. L'actuació va ser emesa per la BBC, i l'emissora es va veure inundada de trucades d'espectadors que volien saber on podien trobar la música. La demanda va ser tan gran que l'àlbum tornà a ser llançar al Regne Unit, arribant al n. 6 de les llistes, un fet sense precedents per a una banda sonora, especialment d'una de feia 10 anys.
L'interès va ser tal que el 1988 es va realitzar una versió en concert al Theatre Royal, Drury Lane, interpretada per George Hearn, Georgia Brown i Tommy Tune. Tot i les bones crítiques, no va ser fins a 7 anys després, el 7 de novembre de 1995, en què s'estrenà una producció completa al Piccadilly Theatre de Londres, representant-se en 270 ocasions. El llibret havia estat revisat, i ara tenia un final feliç, amb Mabel en braços de Mack al final. El repartiment, dirigit per Paul Kerryson, coreografiat per Michael Smuin i amb direcció musical de Julian Kelly, incloïa a Howard McGillin com Mack i Caroline O'Connor com Mabel, Kathryn Evans, i Alan Mosley.
L'espectacle es produí un cop més al Watermill Theatre, Newbury (Anglaterra). Estava protagonitzada per David Soul, al costat de Anna Jane Casey (qui havia substituït a Janie Dee a la producció del West End), en una producció de petita escala (de només 11 actors), i amb una curta estada entre març i juny de 2005. La producció s'estengué més temps, realitzant una gira pel Regne Unit des de gener del 2006, abans de tornar al West End, on va estar entre el 10 d'abril fins a l'1 de juliol del 2006. Mostrava l'estil del director John Doyle, amb els membres del repartiment (excepte Soul), tocant els instruments musicals a més d'actuar i cantar.
Més recentment, Mack & Mabel es va produir per al Shaw Festival Theatre de Niagara-on-the-Lake, Ontario. Dirigida per Molly Smith, aquesta producció eliminava l'ús de projeccions com es reclama al guió; usant en canvi vestits monocromàtics i una il·luminació especial per produir l'efecte d'una pel·lícula muda mentre que els actors estan en escena.

## Sinopsi
El director de cinema mut Mack Sennet torna al seu vell estudi de Brooklyn el 1938. Les coses han canviat considerablement des de la darrera vegada que hi va anar per allà, trobant-se amb un grup d'actors rodant una escena per a una pel·lícula sonora. Mack recorda sobre quan ell dirigia en negoci, l'era gloriosa del cinema mut, amb referències a les seves Belleses Aquàtiques i als Keystone Cops ("Movies Were Movies").
La història principal del musical és narrada mitjançant flashbacks. Comença el 1911, i narra la història de la relació (professional i romàntica) de Mack amb una de les seves majors estrelles de les seves pel·lícules, Mabel Normand. Quan Mabel, una treballadora d'una botiga de delicatessen, porta un sandwich a Lottie, l'actriu que treballa amb Mack, Lottie no pot pagar-li, i Mabel reacciona violentament. La reacció de Mabel fa que Mack es fixi en ella, i creu que pot tenir potencial com a actriu, i li ofereix un paper en la seva propera pel·lícula. Mabel rebutja inicialment, però quan es mira l'oferta, queda sorpresa per les perspectives de la seva nova carrera ("Look What Happened To Mabel").
Mabel té molt d'èxit i, després, juntament amb els dos comptables de Mack, Kleiman i Fox, que li ajuden a finançar els seus projectes, la productora es trasllada a un estudi major i nou. Lottie i la resta del grup de Mack (que inclou al comediant Fatty Arbuckle), pensen en com serà la nova vida ("Big Time"). Mentrestant, Mabel es veu atreta cap a Mack. Mentre que es traslladen cap a Hollywood, Mabel el convida al seu compartiment a menjar. Allà, les coses pugen de to, i Mabel convenç a un dubtós Mack a prendre part en una cerimònia de casament de broma. Però Mack no té temps per a romanços ("I Won't Send Roses"). Ell i Mabel dormen junts, però Mack es lleva espantat i marxa corrent. Mabel, enamorada de Mack, decideix fer les coses a la manera de Mack ("I Won't Send Roses" (Reprise)).
Mabel vol deixar les comèdies i protagonitzar drames seriosos. Però Mack només està interessat per la comèdia ("I Wanna Make The World Laugh") i prova de treure-li del cap. Mabel es troba amb un altre director, William Desmond Taylor, qui es mostra instantàniament atret per ella, i acorden incloure-la en pel·lícules serioses, convidant-la a sopar per parlar sobre els arranjaments. Mack prova en va de descoratjar-la; i després d'una disputa, Mabel es posa el seu millor vestit, es maquilla i marxa a sopar amb Taylor, declarant que no vol tornar a veure mai més a Mack ("Wherever He Ain't"). Mack està convençut que pot continuar sense ella; va crear una estrella d'una noia vulgar i corrent. Amb això al cap, inventa les Belleses Banyant-se ("Hundreds of Girls").
Mabel torna i és benvinguda per tota la companyia. Mack està tan content de tornar-la a tenir, que acorda filmar al seu estudi el drama seriós de Mabel, "Molly". Però no pot ajudar-se, i intenta llançar una nova creació còmica, els Keystone Cops ("Hit 'Em On The Head"), i Mabel torna amb Taylor. Més tard, Mack veu a Mabel preparant-se per embarcar en un vaixell amb Taylor, i quan Taylor arriba, Mack marca. Taylor, temerós que Mabel pugui sentir alguna cosa vers Mack, li fa dir les paraules "Adéu, Mack!". A Mabel tot li sap molt de greu per tot el que Mack ha fet per ella, però està segura que l'oblidarà ("Time Heals Everything").
De tornada a l'estudi, un content Mack s'ha adonat del potencial del so per a les seves pel·lícules, amb cançons i balls. Lottie Ames, una altra actriu de la colla de Mack, s'ha convertit en una estrella; mentre que Mabel s'ha convertit en una drogoaddicte ("Tap Your Troubles Away"), i la seva reputació està arruïnada. Per afegir-li una nova ferida, el seu amant, William Desmond Taylor, ha estat assassinat, i ella és la principal sospitosa. Mack intenta arreglar les coses entre ells dos, però és massa tard: ella ha mort. Però els musicals han d'acabar d'una manera feliç, i Mack imagina un final més feliç per a la seva història ("I Promise You A Happy Ending").

## Cançons
| Acte I - Movies Were Movies - Mack - Look What Happened to Mabel - Mabel i la Companyia - Big Time - Lottie Ames i la Companyia - I Won't Send Roses - Mack and Mabel - I Wanna Make the World Laugh - Mack i la Companyia - Wherever He Ain't - Mabel - Hundreds of Girls - Mack I les Belleses en Banyador | Acte II - When Mabel Comes In the Room - Company - My Heart Leaps Up/Hit 'em on the Head - Mack - Time Heals Everything - Mabel - Tap Your Troubles Away - Lottie i la Companyia - I Promise You a Happy Ending - Mack |

## Personatges
- Mack Sennett — Un director de cine adicte al treball
- Mabel Normand — Una noia de les comandes que esdevé una estrella de cinema.
- Frank Wyman — Un actor/escriptor, i després director
- Lottie Ames — Una estrella del cine mut
- William Desmond Taylor — Un director "seriós", i rival de Mack pel talent i l'amor de Mabel
- Ella — La pianista de Mack
- Kleiman — Un comptable
- Fox — El seu company
- Eddie — El càmera

Posteriors revisions de l'espectacle han canviat el nom d'alguns personatges als noms reals: 
- Frank Wyman - Frank Capra
- Fatty - Roscoe "Fatty" Arbuckle
- Kleiman - Adam Kessell
- Fox - Charles O. Bauman

## Premis i nominacions

### Producció original de Broadway
| Any  | Premi            | Categoria                             | nominat           | Resultat |
| ---- | ---------------- | ------------------------------------- | ----------------- | -------- |
| 1975 | Premi Tony       | Millor Musical                        | Millor Musical    | nominat  |
| 1975 | Premi Tony       | Millor Llibret de Musical             | Michael Stewart   | nominat  |
| 1975 | Premi Tony       | Millor Actor Protagonista de Musical  | Robert Preston    | nominat  |
| 1975 | Premi Tony       | Millor Actriu Protagonista de Musical | Bernadette Peters | nominada |
| 1975 | Premi Tony       | Millor Escenografia                   | Robin Wagner      | nominat  |
| 1975 | Premi Tony       | Millor Vestuari                       | Patricia Zipprodt | nominada |
| 1975 | Premi Tony       | Millor Coreografia                    | Gower Champion    | nominat  |
| 1975 | Premi Tony       | Millor Direcció de Musical            | Gower Champion    | nominat  |
| 1975 | Premi Drama Desk | Actor de Musical Més Destacat         | Robert Preston    | nominat  |
| 1975 | Premi Drama Desk | Actriu de Musical Més Destacada       | Bernadette Peters | nominada |
| 1975 | Premi Drama Desk | Musical Més Destacada                 | Jerry Herman      | nominat  |
| 1975 | Premi Drama Desk | Lletres Més Destacades                | Jerry Herman      | nominat  |

### Producció Original de Londres
| Any  | Premi                  | Categoria                | nominat           | Resultat |
| ---- | ---------------------- | ------------------------ | ----------------- | -------- |
| 1996 | Premi Laurence Olivier | Millor Musical           | Millor Musical    | nominat  |
| 1996 | Premi Laurence Olivier | Millor Actriu de Musical | Caroline O'Connor | nominada |